# شادی اسدپور
شادی اسدپور (زاده ۷ فروردین ۱۳۶۶ در بروجرد) کارگردان، نمایشنامه‌نویس، بازیگر سینما ،تئاتر و مدرس است. وی کارشناس روان‌شناسی از دانشگاه قزوین و کارشناس نمایش عروسکی از دانشگاه هنر و کارشناسی ارشد کارگردانی از دانشکده هنر و معماری است. که فعالیت هنری و فرهنگی خود را از سال ۱۳۸۵ آغاز و تا کنون ادامه داشته‌است. وی مدرس و مدیر مسئول مؤسسه هنری آرتا و مدرس در مؤسسه آموزش عالی فردوس مشهد است.

## کارهای هنری

### کارگردانی (نمایش)
- جنون جنین جن زده، نویسنده و کارگردان: شادی اسدپور، سال ۱۴۰۱، تماشاخانه دیوار چهارم[۱۳][۱۴][۱۵]
- صفر درجه سانتی گراد زیر صفر، نویسنده و کارگردان:شادی اسدپور، سال ۱۴۰۰، تماشاخانه دیوار چهارم[۱۶][۱۷][۱۸][۱۹]
- کابوس‌ها، نویسنده و کارگردان:شادی اسدپور، سال ۱۳۹۹، تماشاخانه دیوار چهارم[۲۰][۲۱]
- سه تیز، پروژه پایان دوره هنر آموختگان دوره میانی کارگردانی خلاق مؤسسه هنری آرتا، سال ۱۳۹۹، مؤسسه هنری آرتا[۲۲][۲۳]
- اجراخوانی زندگی شیرین با مزه سگی، نویسنده: حامد مکملی، کارگردان: شادی اسدپور، سال ۱۳۹۹[۲۴][۲۵]
- پرفورمنس ته‌مانده‌ها، پروژه پایان دوره هنر آموختگان دوره مبانی کارگردانی خلاق مؤسسه هنری آرتا، سال ۱۳۹۹، مؤسسه هنری آرتا[۲۶][۲۷][۲۸]
- بازگشت مردگان، نویسنده و کارگردان:شادی اسدپور، سال ۱۳۹۸، تماشاخانه مهرگان[۲۹]
- این یک اعتراف است، نویسنده و کارگردان:شادی اسدپور، سال ۱۳۹۸، عمارت نوفل‌لوشاتو[۳۰][۳۱]
- خانه نم زده، نویسنده:حامد مکملی، کارگردان:شادی اسدپور، سال ۱۳۹۷، عمارت نوفل‌لوشاتو[۳۲][۳۳]
- طراح نور و مشاور کارگردان نمایش فیزیکال گردنبند پریدخت، نویسنده:سپیده عیدی، کارگردانان:تیکا رحیمی، تینا نبوی، مشاور کارگردان:شادی اسدپور، سال ۱۳۹۷، تالار وحدت[۳۴]
- در داد، نویسنده:حامد مکملی، کارگردان:شادی اسدپور، سال ۱۳۹۷، عمارت نوفل‌لوشاتو[۳۵]
- وقتی زنجره‌ها شیهه می‌کشند، نویسنده:محمود خسروپرست، کارگردان:شادی اسدپور، سال ۱۳۹۴، تماشاخانه مهر حوزه هنری[۳۶]
- سه شب با مادوکس، نویسنده:ماتیی ویسنی یک، کارگردان:شادی اسدپور، سال ۱۳۹۲، تماشاخانه پارین[۳۷]
- بیدار خوابی، نویسنده:داریو فو، کارگردان:شادی اسدپور، سال ۱۳۹۱، تماشاخانه پارین[۳۸]
- من اونو کشتم، نویسنده و کارگردان:شادی اسدپور، سال ۱۳۸۶، دانشگاه سوره
- منشی صحنه نمایش یک تنبیه با شکوه، نویسنده:امید سهرابی، کارگردان:بهزاد مرتضوی، سال ۱۳۹۱، تالار حافظ[۳۹]

### نویسندگی (نمایشنامه)
- جنون جنین جن زده، سال ۱۴۰۱[۴۰][۴۱]
- صفر درجه سانتی گراد زیر صفر، سال ۱۴۰۰[۴۲][۴۳][۴۴]
- کابوس‌ها، سال ۱۳۹۹[۴۵][۴۶]
- بازگشت مردگان، سال ۱۳۹۸[۲۹]
- این یک اعتراف است، سال ۱۳۹۸[۳۰][۳۱]

### مقالات
- تبارشناسی عروسک‌های نمایشی با نگاه به دو سر چشمه تمثال‌های مذهبی و عروسک‌های بازی - منتشره در کتاب «مجموعه چکیده مقالات نخستین سمینار تخصصی تئاترپژوهی»[۴۷] که pdf اطلاعات کتاب در همین آدرس موجود است.[۴۸][۴۹]

### بازیگری (نمایش)
- نمایشنامه خوانی پسر حاجی باباجان، نویسنده:ایرج پزشکزاد، کارگردان:بهزاد مرتضوی، سال ۱۳۹۶، سالن خوانش خانه ساعدی[۵۰]
- فاستوس ۲۰۱۶، نویسنده:یوسف فخرایی، کارگردان:فرشاد منظوفی نیا، سال ۱۳۹۵، سالن اصلی تالار مولوی[۲]
- روایت‌های ساده از زندگی روزمره، نویسنده:شهرام کرمی، کارگردان:علیرضا دری، سال ۱۳۹۲ تماشاخانه پارین[۵۱]
- در بارگاه دیو دو شاخ، نویسنده و کارگردان:امین پروین، سال ۱۳۹۲، جشنواره عروسکی، تالار مولوی[۵۲]
- نمایشنامه خوانی آمیز قلمدون، نویسنده:اکبر رادی، کارگردان:روزبه حسینی، سال ۱۳۹۲، خانه هنرمندان[۵۳]
- دربارهٔ ال. ای، نویسنده:امیررضا طلاچیان، کارگردان:بهزاد مرتضوی، سال ۱۳۹۱، تماشاخانه پارین[۵۴]
- مده آ، نویسنده:داریوفو، کارگردان:مصطفی اسفندیاری، سال ۱۳۹۱، نخستین رپرتوار مونولوگ دانشگاه هنر
- پیش از صبحانه، نویسنده:یوجین اونیل، کارگردان:حسن خلیلی فر، سال ۱۳۸۷، دانشگاه سوره
- من اونو کشتم، نویسنده و کارگردان:شادی اسدپور، سال ۱۳۸۶، دانشگاه سوره
- فرار برای همیشه، نویسنده و کارگردان:حسن خلیلی فر، سال ۱۳۸۷، دانشگاه سوره[۵۵]

## نوآوری و خلاقیت
اسدپور با تلفیق همزمان عروسک، ماسک و بازیگر نمایش «وقتی زنجره‌ها شیهه می‌کشند» را کارگردانی کرده‌است که با استقبال خبرگزاریها و اهالی تئاتر همراه بوده‌است. وی در زمینه ایده ترکیب نمایش بازیگر و عروسک در این نمایش گفته‌است: «دوست داشتم اگر قرار است در نمایشی از حضور عروسک‌ها بهره ببرم، متنی را انتخاب کنم که اتفاقاً ویژهٔ عروسک‌ها نوشته نشده باشد. در واقع می‌خواستم فضای عروسکی مورد نظر خودم را القا کنم.»
زهره بهروزی نیا بایگانی‌شده  در ۲۸ فوریه ۲۰۱۸ توسط Wayback Machine مدرس دانشگاه هنر (دانشکده سینما و تئاتر) شیوهٔ کارگردانی نمایش را ریسک‌پذیر دانسته و گفته: «لازمه کار خلاقه، جسارت است. معتقدم کارگردانان باید قابلیت‌های گستردهٔ نمایش عروسکی را مورد پژوهش قرار دهند تا با آشنایی بر ابعاد مختلف آن بتوانند از این، گونه نمایشی به‌درستی بهره بگیرند… استفاده از متن‌های غیر عروسکی و تبدیل آن به ساختار اجرایی عروسکی در ایران هنوز جا نیفتاده است؛ چرا که در نگاه عمومی به تئاتر عروسکی، نمایشی برای کودکان و نوجوانان تعبیر می‌شود؛ درصورتی‌که اصلاً این‌طور نیست.» وی همچنین گفته‌است: «بسیاری از آثار ادبی جهان به شیوهٔ تئاتر عروسکی بر صحنه‌های تئاتر رفته‌اند و همواره با استقبال مخاطبان روبه‌رو بوده‌اند؛ ولی ما در تئاترمان هنوز با تئاتر عروسکی زاویه داریم و آن را آن طور که شایسته‌است جدی نمی‌گیریم… وقتی زنجره‌ها شیهه می‌کشند یک نمونه موفق از اجرای عروسکی متنی غیر عروسکی است. نگاه حرفه‌ای کارگردان در طول تولید این نمایش آن را چند گام از تئاتر دانشجویی دور و به تئاتر حرفه‌ای نزدیک کرده‌است.»
اسدپور در اولین سمینار تخصصی تئاتر پژوهی در تالار مولوی دربارهٔ تبارشناسی عروسک‌های نمایشی برای استادان و دانشجویان این رشته سخنرانی کرد. که مقاله فوق در کتاب مجموعه چکیده مقالات نخستین سمینار تخصصی تئاترپژوهی
به چاپ رسیده‌است. که pdf اطلاعات کتاب در همین آدرس موجود است.
نمایش این یک اعتراف است که با حضور سوپر استار دو دههٔ سینما جمشید هاشم‌پور افتتاح شد نیز مورد استقبال کم‌نظیر منتقدان، اهالی تئاتر و خبرگزاری‌ها قرار گرفت، پویا نعمت الهی منتقد تئاتر، نمایش را بر اساس نظریه آیینه‌ای (یا همان نورون آینه‌ای) و امر خیالی ژاک لاکان دانسته و عنوان داشته نمایش «این یک اعتراف» است را باید در زمره یکی از جدی‌ترین آثار روانکاوانه در تئاتر کشور در این چندساله اخیر محسوب کرد. کارگردان این اثر (که نویسندگی متن را هم برعهده داشته) کارشناسی روان‌شناسی دارد و تحصیلات خود را در حوزه کارگردانی ادامه داده‌است. او در نمایش قبلی خود با نام «خانه نم‌زده» نیز نگاه روانکاوانه بر شخصیت‌های نمایش داشت. خودش جایی گفته تم اصلی دو کار اخیرش «تنهایی انسان مدرن و نبود ارتباط با جهانی هراس‌انگیز» است.
همچنین رضا آشفته منتقد کانون ملی تئاتر، نمایش این یک اعتراف است را نوعی اکسپرسیونیسم دانست که در اجرا واگویه یک مرد با دو گرایش بزرگسالی و کودکی را دارد به چالش می‌کشد. در زمان کودکی دلیل‌این تنهایی و عاشقیت و شکست عشقی دارد نمایان می‌شود و یک مرد در بستر خانواده دارد بررسی می‌شود که از چه زمانی گرایش به عشق داشته یا چه رفتارهایی او را لبریز از حضور عزیزانش می‌کرده و حالا در نبودن شان این تنهایی دارد برجسته‌تر و بحرانی‌تر می‌شود. این مرد در بزرگسالی با از دست دادن اهل خانواده دچار بحران ناشی از تنهایی می‌شود. رضا آشفته در پایان به بودن چنین نمایش‌هایی به عنوان یک ضرورت روان‌شناسانه تأکید کرد که همواره می‌تواند افزوده‌هایی در اختیار مخاطبانش قرار دهد.
کیارش وفایی منتقد تئاتر عنوان کرده‌است: نمایش «این یک اعتراف است» با ساختاری که برای خود در نظر گرفته می‌کوشد تا مثنوی وجودی یک انسان را با داده‌های خود به تصویر درآورد. شرح حالی که در آن تمام جزئیات به شکل زنجیرواری به یکدیگر برای تشریح اتفاق‌ها متصل است تا درک موضوع برای مخاطب فراهم شود. تأکید بر محتوا و تکیه به شخصیت در این اثر مجالی را پیش آورده تا فرم به شکل متناسبی هم راستا با جهان اثر پیش برود و نتایج درستی را حاصل کند. میزانسن‌های کاربردی و تأکیدی که آن نیز از جهان متن نشأت می‌گیرد فضایی را در اختیار شخصیت قرار داده تا بتواند برون‌ریزی‌های پیاپی را با فاصله‌گذاری‌های هوشمندانه ترتیب بدهد و دنیای درون خود را به تصویر بکشد. حال اهمیت دیگر نگاه کارگردانی به باورپذیری روایت، فضاسازی و موقعیت‌های خلق شده مربوط است که توانسته شخصیت را با اوج و فرودهای قابل تأمل روبرو کند. طراحی صحنه، نور، لباس از دیگر عنوان‌هایی است که بهره درستی برای جهان اثر فراهم آورده تا رجوع شخصیت به گذشته و شخصیت‌هایی که در درون او زندگی می‌کنند با محتوا و فرم مناسب بیشتر مورد توجه قرار بگیرند.

## موفقیت‌ها
- کسب جایزه رتبه دوم برای نمایش بیدار خوابی در جشنواره مونولوگ پارین[۳۸][۶۵]
- کسب جایزه استاد اکبر رادی برای نمایشنامه وقتی زنجره‌ها شیهه می‌کشند به نویسندگی محمود خسرو پرست[۵۷][۶۶]
- - دبیر اجرایی جشنواره مونولوگ پارین در سال ۱۳۹۱